# Arctosa otaviensis
Arctosa otaviensis este o specie de păianjeni din genul Arctosa, familia Lycosidae, descrisă de Roewer, 1960.
Este endemică în Namibia. Conform Catalogue of Life specia Arctosa otaviensis nu are subspecii cunoscute.